# 鐵山里 (臺中市)
鐵山里，舊稱「鐵砧山腳」，前身「鐵山村」，位於臺灣臺中市外埔區西北端。面積共4.1平方公里，2024年的統計，戶數有851戶，人口有2,450人。現任里長為劉圳。

## 歷史沿革
清治光緒十九年（1893年）時屬臺灣府苗栗縣苗栗三堡鐵砧山腳庄。日治時代，在明治34年（1901年）屬苗栗廳大甲支廳外埔區鐵砧山腳庄。大正9年（1920年）區域改正，屬台中州大甲郡外埔庄鐵砧山腳大字。戰後，民國35年（1946年）行政區調整，將鐵砧山腳大字改為鐵山村，隸屬於臺中縣外埔鄉。民國99年（2010年）因臺中縣市合併升格，外埔鄉改制為外埔區，鐵山村改制為鐵山里。
里內以林姓、莊姓為主要大姓。

### 來源
- 《臺灣地名辭書卷十二：臺中縣（一）》，國史館臺灣文獻館，2006年10月，ISBN 9860064180